# Natural Resources Defense Council
Das Natural Resources Defense Council (NRDC) ist eine international tätige gemeinnützige Umweltschutzorganisation mit Sitz in New York City.
Die Vereinigung unterhält Büros in Washington, D.C., San Francisco, Los Angeles, Chicago und Peking und erreichte im Jahr 2007 einen Gesamtumsatz mehr als 75 Millionen US-Dollar, von denen mehr als 59 Millionen US-Dollar für die Projektarbeit ausgegeben wurden. Von der Prüfungsstelle Charity Navigator erhielt die Organisation 96 von 100 möglichen Bewertungspunkten.

## Geschichte
Die Organisation wurde 1970 gegründet und beschäftigt 2017 mehr als 500 Wissenschaftler, Juristen und andere Spezialisten. Ziel der NRDC ist die Erhaltung der natürlichen Umwelt. Sie bekämpft die Zersiedlung, die Umweltverschmutzung und die Zerstörung der Lebensräume von Tieren. Sie fördert Maßnahmen zur Abschwächung der globalen Erwärmung und die Nutzung von erneuerbaren Energien. Dabei macht die NRDC mit Hilfe von Lobbyisten ihren Einfluss im US-Kongress und auch bei hohen Beamten geltend.
Anfang 2002 wurde ein Bericht zu den Auswirkungen der Terroranschläge am 11. September 2001 auf die Umwelt und die Gesundheit veröffentlicht.
Die Organisation ist eine der wenigen großen Umwelt-Organisationen, die bis heute lokale Gruppen und Aktivisten in New Orleans bei der Beseitigung der Folgen durch den Hurrikan Katrina unterstützt.
Im Dezember 2006 haben Green Day und die NRDC eine Website ins Leben gerufen, die das Bewusstsein der Abhängigkeit der USA vom Erdöl verdeutlichen soll. Gleichzeitig lehnt das NRDC den Ausbau der Nutzung der Kernenergie ab.
Die Organisation betreibt sieben Einzelprojekte, die unterschiedliche Schwerpunkte verfolgen. In den Vereinigten Staaten gehören ihr rund 2,4 Millionen Mitglieder an.

## Justiz
Klagen gegen Unternehmen und Behörden, die sich nicht an den Clean Air Act des California Air Resources Board oder den Clean Water Act gehalten haben, führten zu einigen wichtigen Entscheidungen des Obersten Gerichtshofes der Vereinigten Staaten. Die meisten dieser Entscheidungen fielen gegen die NRDC aus; siehe dazu der Fall Chevron U.S.A. v. Natural Resources Defense Council.